# Lake Andes
La ville de Lake Andes est le siège du comté de Charles Mix, situé dans le Dakota du Sud, aux États-Unis. Sa population était de 879 habitants au recensement de 2010. La municipalité s'étend sur 0,82 milles carrés (2,12 km2), dont 0,02 milles carrés (5,18 ha) d'étendues d'eau.
Fondée en 1904, la ville prend le nom du lac Andes.

## Démographie
| 1910 | 1920 | 1930  | 1940 | 1950  | 1960  |
| ---- | ---- | ----- | ---- | ----- | ----- |
| 920  | 867  | 1 052 | 785  | 1 851 | 1 097 |

| 1970 | 1980  | 1990 | 2000 | 2010 | - |
| ---- | ----- | ---- | ---- | ---- | - |
| 948  | 1 029 | 846  | 819  | 879  | - |